# Pleurogeophilus magnus
Pleurogeophilus magnus är en mångfotingart som beskrevs av Folkmanova 1958. Pleurogeophilus magnus ingår i släktet Pleurogeophilus och familjen storjordkrypare. Inga underarter finns listade i Catalogue of Life.